# اینوس (شامپانزه فضانورد)
اینوس شامپانزهٔ فضانورد (به انگلیسی: Enos chimpanzee) (درگذشته در نوامبر ۱۹۶۲ میلادی) دومین شامپانزه که راهی فضا شد، و اولین شامپانزه‌ای که به مدار زمین رسید بود.
اینوس در تاریخ ۳ آوریل ۱۹۶۰ از مزرعهٔ پرندگان نادر در میامی، در اختیار ناسا قرار گرفت. او بیش از ۱۲۵۰ ساعت آموزش در دانشگاه کنتاکی و پایگاه نیروی هوایی هومومن را به پایان رسانید. آموزش برای او از سلف خویش هام شدید تر بود، زیرا که اونیس می‌رفت که برای مدت طولانی تری از زمان در معرض بی وزنی و نیروی گرانش بالاتری قرار گیرد. آموزش او شامل آموزش‌های روانی و پرواز با هواپیما بود.
اونیس فقط سه روز قبل از پرتاب فضاپیما برای پرواز انتخاب نهایی شد. دو ماه قبل از آن، ناسا عطارد-اطلس ۴ را در ۱۳ سپتامبر ۱۹۶۱ میلادی برای انجام یک مأموریت تمرینی همسان با یک «شبیه‌ساز خدمهٔ پرواز» با سوار بودن سرنشینان راه‌اندازی کرد. اونیس پرواز خود به فضا را با عطارد-اطلس ۵ در تاریخ ۲۹ نوامبر ۱۹۶۱ میلادی انجام داد. او نخستین دور از ۳ بار گردش پیش‌بینی شدهٔ خود را در ۱ ساعت و ۲۸٫۵ دقیقه به پایان رسانید. با این که این مأموریت برای تکمیل کردن سه مدار برنامه‌ریزی شده بود، اما پس از دو بار گردش به علت نگرش نادرست بودن تنظیم حالت مدار را ترک کرد. انجام این پرواز در کل برای آماده‌سازی مقدمات پرواز عطارد-اطلس ۶ بود. در تاریخ ۲۰ فوریهٔ ۱۹۶۲ میلادی عطارد-اطلس ۶ جان گلن نخستین فضانورد آمریکایی در مدار را به مدار زمین برد.
سال بعد در ۴ نوامبر سال ۱۹۶۲، اینوس به سبب مبتلا شدن به اسهال خونی مرتبط به شیگلوز، که در آن زمان در برابر آنتی‌بیوتیک‌های آن روز مقاوم شناخته شده بود درگذشت.